# Homotalizm
Homotalizm, jednoplechowość – możliwość koniugacji między wszystkimi plechami tego samego gatunku, gdyż nie są one zróżnicowane na dwa typy płciowe (+) i (–). Jest przeciwieństwem heterotalizmu, czyli zjawiska, że koniugować z sobą mogą tylko plechy różnoimienne. Heterotalizm po raz pierwszy wykryto dopiero w pierwszej połowie XX wieku u pleśniaków, później okazało się, że występuje on powszechnie u grzybów i glonów. W trakcie badań okazało się, że istnieją jednak gatunki, u których brak zróżnicowania na plechy (+) i (–) i ich właśnie dotyczy pojęcie homotalizmu.